# IAR Seriile 10 - 99
Seriile 10 - 99 este un termen tehnic și o exprimare abreviantă folosit(ă) de constructorii romăni de aeronave referitor la avioanele IAR, produse de Industria Aeronautică Română, respectiv la căteva din sucursalele sale, IAR Bacău, IAR Brașov, IAR Buftea sau IAR Ghimbav.

### Grupul 11 - 19
- IAR CV 11
- IAR-12
- IAR-13
- IAR-14
- IAR-15
- IAR-16

### Grupul 21 - 27
- IAR-21
- IAR-22
- IAR-23
- IAR-24
- IAR-27

### Grupul 31 - 39
- IAR-37
- IAR-38
- IAR-39

### Grupul 41 - 49
- IAR-46
- IAR-47

### Grupul 71 - 79
- IAR-79

### Grupul 80 - 89
- IAR-80
- IAR-81

### Grupul 91 - 99
- IAR-93
- IAR-95
- IAR-99